# Fosfat
Fosfat, je u neorganskoj hemiji so fosforne kiseline. U organskoj hemiji, fosfat, ili organofosfat, je estar fosforne kiseline. Organski fosfati su važni u biohemiji i biogeohemiji ili ekologiji. Neorganiski fosfati se iskopavaju da bi se dobio fosfor za upotrebu u agrikulturi i industriji. Na povišenim temperaturama u čvrstom stanju, fosfati mogu da se kondenzuju i formiraju pirofosfate.

## Hemijske osobine
Fosfatni jon je poliatomski jon sa empirijskom formulom 43− i molarnom masom od 94.973 g/mol. On se sastoji od jednog centralnog atoma fosfora atom okruženog sa četiri atoma kiseonika u tetraedarskoj konfiguraciji. Fosfatni jon nosi tri negativa formalna naelektrisanja i on je konjugovana baza hidrogen fosfatnog jona, 42-, koji je konjugovana baza 24-, dihidrogen fosfatnog jona, koji je konjugovana baza 3PO4, fosforne kiseline. On je hipervalentni molekul (atom fosfora ima 10 elektrona u svojoj valentnoj ljuski). Fosfat je takođe organofosforno jedinjenje sa formulom .
Fosfatne soli se formiraju kad se pozitivno-naelektrisani jon veže za negativno-naelektrisane atome kiseonika, formirajući jonsko jedinjenje. Mnogi fosfati nisu rastvorni u vodi na standardnoj temperaturi i pritisku. Natrijum, kalijum, rubidijum, cezijum i amonijum fosfati su rastvorni u vodi. Većina drugih fosfata su veoma malo rastvorni ili nerastvorni u vodi. Kao pravilo, hidrogen i dihidrogen fosfati su nešto rastvorniji od korespondirajućih fosfata. Pirofosfati su uglavnom rastvorni u vodi.
U razređenim vodenim rastvorima, fosfat postoji u četiri oblika. U jako-baznoj sredini, fosfatni jon (43−) predominira, dok u slabo-baznim uslovima, hidrogen fosfatni jon (42−) je prevalentan. U slabo-kiselim uslovima, dihidrogen fosfatni jon je najzastupljeniji. U jako-kiseloj sredini, fosforna kiselina je glavna forma.
Precizniji, polazeći od sledeće tri ravnotežne reakcije:
 ⇌  + 
 ⇌  + 
 ⇌  + 
korespondirajuće konstante disocijacije na 25 ° (u mol/L) su:
{\displaystyle K_{a1}={\frac {[{\mbox{H}}^{+}][{\mbox{H}}_{2}{\mbox{PO}}_{4}^{-}]}{[{\mbox{H}}_{3}{\mbox{PO}}_{4}]}}\simeq 7.5\times 10^{-3}} (pKa1 2.12)
{\displaystyle K_{a2}={\frac {[{\mbox{H}}^{+}][{\mbox{HPO}}_{4}^{2-}]}{[{\mbox{H}}_{2}{\mbox{PO}}_{4}^{-}]}}\simeq 6.2\times 10^{-8}} (pKa2 7.21)
{\displaystyle K_{a3}={\frac {[{\mbox{H}}^{+}][{\mbox{PO}}_{4}^{3-}]}{[{\mbox{HPO}}_{4}^{2-}]}}\simeq 2.14\times 10^{-13}} (pKa3 12.67)